# Colonia Río Hardy
Colonia Río Hardy är en ort i Mexiko.   Den ligger i kommunen Mexicali och delstaten Baja California, i den nordvästra delen av landet, 2 200 km nordväst om huvudstaden Mexico City. Colonia Río Hardy ligger 7 meter över havet och antalet invånare är 280.
Terrängen runt Colonia Río Hardy är platt. Runt Colonia Río Hardy är det ganska tätbefolkat, med 58 invånare per kvadratkilometer. Närmaste större samhälle är Mexicali, 8,5 km norr om Colonia Río Hardy. Omgivningarna runt Colonia Río Hardy är i huvudsak ett öppet busklandskap.